# Carl August Beer
Carl August Beer, auch Karl August Beer (* 27. Februar 1825 in Annaberg; † 21. Juni 1894 in Leipzig), war ein deutscher Kalligraf, der als „ein verdienstvoller Sohn des Erzgebirgs“ gilt.

## Leben und Wirken
Beer stammte aus ärmlichen Verhältnissen und hat sich durch unausgesetzten Fleiß und treue Pflichterfüllung zu einer anerkannten Stellung im öffentlichen Leben der Universitätsstadt Leipzig emporgearbeitet. Nach dem Schulbesuch in Annaberg nahm er dort eine Lehre zum Seidenwirker auf. Bereits im 20. Lebensjahr wechselte er den Beruf, da er über eine ausgeprägt saubere Handschrift verfügte und sein besonderes Talent zum Zeichnen entdeckt wurde. In der Königlich Sächsischen Oberförsterei Annaberg erhielt er alsbald eine Anstellung als Kopist und wechselte später in dieser Funktion an die Oberförsterei Eibenstock und zuletzt als Sekretär an die Oberförsterei Nossen.
In Nossen gab er nebenberuflich Unterricht im Schreiben und Zeichnen an einer Sammelschule. 1856 folgte er dem Ruf als Schreiblehrer an die dritte Bürgerschule in Leipzig und wechselte von 1862 bis 1865 als Lehrer der Kalligraphie an die Öffentliche Handelslehranstalt zu Leipzig, danach an die vierten Bürgerschule und an mehrere Privatinstitute in Leipzig.
1862 übernahm er beim Rentamt der Universität Leipzig die neugeschaffene Stelle als Kassenassistentenstelle und 1865 als Kassierer. Im April 1879 wurde er durch die Wahl des Plenums der ordentlichen Professoren zum Universitätsquästor befördert. Er galt als "ausgezeichneter Calligraph".
In seiner Freizeit beschäftigte er sich in Leipzig viel mit dem Erzgebirge, aus dem er stammte und das er häufig besuchte. 1890 übernahm er den Vorsitz des Zweigvereins Leipzig des Erzgebirgsvereins, den er zu immer größerer Blüte entwickelte.
In der Leipziger Freimaurerloge Minerva zu den drei Palmen war Beer stellvertretender Meister vom Stuhl.

## Ehrungen
- 1889: Ritterkreuz II. Klasse des Königlich Sächsischen Albrechtsordens